# Бакс, Луи
Луи Бакс (фр. Louis Backx, также Лоде Бакс, нидерл. Lode Backx; 21 сентября 1922, Боргерхаут, ныне в составе Антверпена — 13 мая 2010, Антверпен) — бельгийский пианист.
Окончил Антверпенскую консерваторию (1942), ученик Маринуса де Йонга и Роберта ван Томме, в дальнейшем совершенствовался в Брюсселе у Эдуардо дель Пуэйо и в Люцерне у Эдвина Фишера.
В 1943 году выиграл национальный конкурс исполнителей в Брюсселе, в 1946 году разделил второе место Женевского международного конкурса исполнителей, уступив лишь Фридриху Гульде (первоначально жюри склонялось к победе Бакса; входившая в его состав Эйлин Джойс резко критиковала решение коллег, поддавшихся, по её мнению, давлению поклонников австрийского музыканта). После женевского успеха дебютировал в лондонском Альберт-холле, исполнив с Лондонским филармоническим оркестром под управлением Бэзила Камерона Второй концерт Сергея Рахманинова.
Гастролировал в разных странах Европы, считался специалистом по творчеству Людвига ван Бетховена, Фридерика Шопена и особенно Клода Дебюсси; исполнял также современную бельгийскую музыку. Часто выступал в фортепианном дуэте с такими партнёрами, как Фредерик Геверс, Моника Дрёйтс, Хейди Хендрикс.
На протяжении многих лет преподавал в Антверпенской консерватории, наиболее известный его ученик — Йозеф де Бенхувер.
Среди записей Бакса — фортепианные концерты Артура Мёлеманса и Флора Петерса.